# Третя зірка
«Третя зірка» (англ. Third Star) — британський драматичний фільм 2010 року режисера Гетті Далтона, із Бенедиктом Камбербетчем, Джей Джей Філдом, Томом Берком, Адамом Робертсоном і Г'ю Бонневілем у головних ролях. Прем'єра фільму відбулася на Единбурзькому кінофестивалі в червні 2010 року, де він був показаний як фільм-закриття. Вийшов на екрани Великої Британії 20 травня 2011 року.

## Сюжет
Відсвяткувавши свій 29-й і, як усім відомо, останній день народження, Джеймс, невиліковно хворий на рак молодий чоловік, вирушає в останню подорож зі своїми трьома найкращими друзями, Деві, Біллом і Майлзом. Їхній пункт призначення — улюблений пляж Джеймса в затоці Барафундл на узбережжі Пембрукширу.
Деві — добра, віддана та відповідальна душа, який вже деякий час безробітний і допомагає родині Джеймса піклуватися про нього. Білл галасливий і веселий, і всі сподіваються, що він нарешті розлучиться зі своєю деспотичною дівчиною. Майлз, якого останнім часом не було в житті Джеймса, — вродливий інтелектуал, що став бізнесменом, син успішного письменника, який помер, також від раку, коли Майлз був дитиною. Дружба Джеймса та Майлза була дуже тісною і завжди межувала з суперництвом, особливо як письменників-початківців. Джеймс занадто слабкий, щоб ходити, тому він здебільшого сидить у спеціальному візку і потребує багато практичної та фізичної допомоги від своїх товаришів, на додаток до рідкого морфію та інших ліків, які він приймає все частіше, щоб впоратися з хронічним болем та іншими симптомами. Хворий вже багато років, він, здається, змирився зі своєю швидкою смертю і по-дитячому радіє всьому, що може запропонувати йому ця остання подорож. Однак, занепад сил, зростаючий дискомфорт і відвертий біль викликають у нього гіркоту від усвідомлення того, що його життя обірветься до того, як він встигне зробити що-небудь важливе.
Подорожуючи пересіченою та ізольованою прибережною місцевістю, юнаки дуріють, безтурботно та по-дитячому розважаються, щоб подарувати Джеймсу найкращий дні його життя. Вони також стикаються з різними дивними людьми та ситуаціями і стикаються з низкою невдач та нещасних випадків, включаючи втрату різних припасів і, зрештою, візка. Нерви і терпіння кожного з них піддаються серйозному випробуванню спалахами гніву Джеймса на кожного з друзів по черзі: частково навмисно, а частково через спонтанний гнів, викликаний болем, він, здається, намагається вирвати їх з посередності, задовольняючись речами і надмірною безкорисливістю, і змусити зробити те, чого вони насправді хочуть від життя, яке у них ще попереду. Деві пригнічений спостереженнями Джеймса; Білл дізнається, що його дівчина вагітна, і хоча він знає, що вони не підходять одне одному, він не може і не хоче її покинути; Майлз відповідає на нападки Джеймса такою ж жорстокою чесністю щодо самого Джеймса. Зрештою, Джеймс і Майлз розкривають таємниці, які кожен з них приховував від іншого. Джеймс знайшов і прочитав рукопис роману, який Майлз закінчив багато років тому, нікому про це не розповівши, і відтоді ревнує, але водночас вражений талантом Майлза. Останнім часом Майлз тримається подалі від Джеймса, бо не може і не хоче впоратися з хворобою свого найкращого друга, але він закоханий і спить з одруженою  сестрою Джеймса, і незабаром вона та її діти переїдуть жити до Майлза, про що він не хотів, щоб Джеймс коли-небудь дізнався.
Вночі, коли вони нарешті прибувають до затоки Барафундл, Джеймс розкриває справжню мету подорожі: він планує втопитися в морі, перш ніж біль остаточно забере його життя. Він просить друзів дозволити йому це зробити і сказати родині та поліції, що вони прокинулися вранці і знайшли його тіло у воді. Жахнувшись від цієї думки, вони відмовляються, але після того, як Джеймс тимчасово загубив запас морфію та побачивши, як він бореться з сильним болем, вони змінюють свою думку.
Вранці Джеймс випливає з друзями, які складають йому компанію, і врешті Майлз допомагає Джеймсу втопитися біля берега і повертає його тіло назад.

## Акторський склад
| Актор               | Роль                |
| ------------------- | ------------------- |
| Бенедикт Камбербетч | Джеймс              |
| Том Берк            | Деві                |
| Джей Джей Філд      | Майлз               |
| Адам Робертсон      | Білл                |
| Г'ю Бонневілль      | пляжний безхатченко |
| Руперт Фрейзер      | містер              |
| Хелен Гріффін       | місіс               |

## Рецензії
Філіп Френч з The Observer назвав фільм «компетентним», хоча «досить знайомим і передбачуваним, хоча й не неприємним». Синтія Сітрон з Santa Monica Daily Press назвала його «захоплюючим, зворушливим і захоплюючим досвідом». Фелім О'Ніл з The Guardian описав це як «щаблонний і безцільний протягом тривалого часу, який лише на останньому єтапі потрапляє у фокус уваги».